# Журавницький Іван
Іва́н Журавни́цький (Ян Жоравницький; близько 1525—1530 — квітень 1589, Теслугів, нині Радивилівського району Рівненської області, Україна) — поет-сатирик з роду Журавницьких.

## Погляд у минуле
У Теслугові жив і похований поет-сатирик XVI століття Іван Журавницький (Ян Жоравницький). Згідно із заповітом (тестаментом), що зберігся в луцьких «кгродських» книгах, поховали «в маєтку Теслугові при церкві святого Михайла за законом грецьким».
Його життя досліджував літературознавець Григорій Нудьга, передмову до його книжки «Не бійся смерті» — К. : Радянський письменник, 1991, написав Павло Загребельний.

## Життєвий шлях та родина
Народився близько 1525—1530 років у родині шляхтича, владики-номіната Марка Журавницького (сина Василя). Батько в 1560-х вісім років був нареченим владикою — призначеним, а не висвяченим — луцького духовенства (не вважав себе духовною особою, а воїном, тому відмовився висвячуватись). Прізвище походить від назви маєтку — села Журавники (Волинь).
Імовірно, навчався у Жидичинському монастирі біля Луцька, бував у Вільні, Кракові.
У 1566 році з дружиною Оленою (Галеною) Копоть оселився в Теслугові — частина села дісталася йому як родовий маєток. Мав у володінні і Жабокрики (сучасна Довгалівка), згодом Журавницькі продали село князю Богушу Корецькому.
Згідно народних переказів, завдяки Журавницькому в Теслугові був зведений замок — для захисту від татарських нападників.

## Причина пашквілю
З дружиною часто їздив у Луцьк — там городничим, ключником, потім і старостою був його старший брат Олександр (одружений з дочкою владики Івана Красненського (Борзобагатого) Ганною).
Братова жінка Ганна і стала об'єктом сатиричного висміювання. Вірш був написаний в 1575 році, ймовірно, що до написання Івана та Олену підштовхнуло якесь побутове непорозуміння, однак з часом сприйняття твору змінилося — дослідники звертають увагу на високий рівень освіченості української волинської шляхти та використання літературної творчості як суспільної зброї.
По цьому віршу відбувався судовий розгляд, тому він зберігся в архівах й так дійшов до сучасності.
| Хто йдеш мимо - стань годину. Прочитай сюю новину. Чи єсть в Луцьку білоглова, кта пані ключникова? Хоча й вік подойшлий має, А розпусти не встидає; Убирається в форботи, Леч не дбає про чесноти. Нащо модли єй, офіри? Аби були каваліри! Лиш малженок ідет з двора - Внет тут молодиков чвора! З ними учти і беседи - Не вертайся, мужу, теди! й ти, мужу необачний! Зроби жоні бенкет смачний: Змаж ю лоєм з дхлого хорта, Ачей, зженеш з шкури чорта: Смаруй києм над статечность, Hex забуде про вшетечность. |
Вірш був вивішений на мурах замку, і в Луцьку, де було тоді трохи більше трьох тисяч мешканців, він набув розголосу.
По цьому почався судовий процес, вірш проходив як «Пашківль», крім того, Журавницького судили за наїзд на Журавники та вигнання Ганни з дочкою 1576 року. Журавницького оголошують «виволанцем» — позбавили всіх громадянських прав і маєтностей, лише примирення з Борзобагатими могло скасувати вирок; Іван просив вибачення в присутності суду.
Окремо згадується в документах «цидулу або пашквілюс» та вписано покаянні слова поета.

## Смерть
Проте й по цьому Журавницький не став стриманішим та обачнішим. У квітні 1589 року за рішенням суду він був страчений — за організацію наїзду на королівського секретаря Балтазара Гнівоша, останній був убитий.
31 березня 1589 року був складений заповіт Журавницького, записаний Лавріном Лесочинським. У ньому Іван просить потурбуватися про дружину Олену, добродіїв воєводу київського і маршалка волинського князя Костянтина Острозького, воєводу брацлавського і старосту кременецького, владику Кирила Терлецького.
Похований в Теслугові, точне місце могили Івана Журавницького не встановлене.